# Lerodea
Lerodea là một chi bướm ngày thuộc họ Bướm nâu.